# پوندال
پوندال (با نماد pdl) یک یکای نیرو است که بخشی از سیستم یکاهای فوت-پوند-ثانیه، در سیستم یکاهای سلطنتی (۱۸۷۷) است، و از زیرسیستم تخصصی انگلیسی مطلق آمده‌است (یک سیستم همدوس).
{\displaystyle 1\,{\text{pdl}}=1\,{\text{lb}}{\cdot }{\text{ft}}/{\text{s}}^{2}}
پوندال نیروی لازم برای سرعت دادن به جسمی ۱ پوندی به میزان ۱ فوت بر ثانیه در هر ثانیه است. به صورت دقیق 1pdl= ۰٫۱۳۸۲۵۴۹۵۴۳۷۶ N

## پیشینه
یکاهای انگلیسی برای از بین بردن ثابت تناسب عددی در معادلهٔ F = ma، به مقیاس بندی مجدد نیرو یا جرم نیاز دارند. پوندال یک انتخاب ارائه می‌دهد، که مقیاس بندی مجدد یکاهای نیرو است. از آنجا که یک پوند نیرو (پوند-نیرو) جسمی یک پوندی (پوند-جرم) را به میزان ۳۲٫۱۷۴۰۴۹ فوت بر مجذور ثانیه (۹٫۸۰۶۶۵ متر بر مجذور ثانیه، یعنی شتاب گرانش، g) شتاب می‌بخشد، می‌توانیم برای جبران مقیاس یکای نیرو را کاهش دهیم، تا نیرویی را به ما بدهد که جسم یک پوندی را به جای ۳۲٫۱۷۴۰۴۹ فوت بر مجذور ثانیه، ۱ فوت بر مجذور ثانیه شتاب دهد؛ که این همان پوندال است، که تقریباً 1/32 پوند-نیرو است.
برای مثال، برای سرعت بخشیدن به فردی ۱۵۰ پوندی به اندازهٔ ۸ فوت بر مجذور ثانیه، نیرویی برابر با ۱۲۰۰ پوندال لازم است:
{\displaystyle 150\,{\text{lb}}\times 8\,{\frac {\text{ft}}{{\text{s}}^{2}}}=1200\,{\text{pdl}}}
| مبنا              | نیرو              | نیرو       | وزن                    | وزن         | جرم                | جرم       | جرم       | جرم       |
| قانون دوم حرکت    | m = F/a           | m = F/a    | F = W ⋅ a/g            | F = W ⋅ a/g | F = m ⋅ a          | F = m ⋅ a | F = m ⋅ a | F = m ⋅ a |
| سیستم             | BG                | GM         | EE                     | M           | AE                 | CGS       | MTS       | SI        |
| ----------------- | ----------------- | ---------- | ---------------------- | ----------- | ------------------ | --------- | --------- | --------- |
| شتاب (a)          | ft/s2             | m/s2       | ft/s2                  | m/s2        | ft/s2              | گال       | m/s2      | m/s2      |
| جرم (m)           | اسلاگ             | هیل        | پوند-جرم               | کیلوگرم     | پوند               | گرم       | تن        | کیلوگرم   |
| نیرو (F), وزن (W) | پوند              | کیلوپوند   | پوند-نیرو              | کیلوپوند    | پوندال             | دین       | استن      | نیوتن     |
| فشار (p)          | پوند بر اینچ مربع | اتمسفر فنی | پوند-نیرو بر اینچ مربع | اتمسفر      | پوندال بر فوت مربع | باری      | پیز       | پاسکال    |

سیستم پوندال-بعنوان-نیرو، پوند-بعنوان-جرم با سیستم جایگزینی که در آن پوند بعنوان نیرو بکار میرود (پوند-نیرو) در تقابل است و در عوض، یکای جرم با ضریب تقریبی 32 مقیاس بندی می شود. که یعنی یک پوند-نیرو جسمی به جرم یک پوند-جرم را با شتاب 32 فوت بر مجذور ثانیه تسریع میکند؛ می توانیم برای جبران مقیاس یکای جرم را بالا ببریم تا با شتاب 1ft/s2 سرعت یابد (به جای 32ft/s2) که کاربرد یک پوند نیرو را نشان می دهد؛ این به ما یکایی از جرم که اسلاگ نامیده می شود را می دهد، که تقریباً برابر با 32 پوند جرم است. با استفاده از این سیستم (اسلاگ و پوند-نیرو)، عبارت فوق می تواند به صورت زیر بیان شود:
{\displaystyle 4.66\,{\text{slug}}\times 8\,{\frac {\text{ft}}{{\text{s}}^{2}}}=37.3\,{\text{lbf}}}
نکته: اسلاگ (32.174049 پوند) و پوندال (1/32.174049 پوند-نیرو) هرگز در یک سیستم بکار نمی روند، چراکه دو روش حل مختلف برای یک مسئله می باشند.
به جای تغییر یکای نیرو یا جرم، می توان شتاب را برحسب یکاهای شتاب ناشی از گرانش زمین (موسوم به g) بیان کرد. در این حالت می توانیم هم پوند-جرم و هم پوند-نیرو را نگه داریم، به این ترتیب که اعمال یک پوند-نیرو روی جسمی یک پوند-جرمی آن را به میزان یک واحد شتاب (g) تسریع می کند:
{\displaystyle 150\,{\text{lb}}\cdot 0.249\,g=37.3\,{\text{lbf}}}
عبارات بدست آمده با استفاده از پوندال برای نیرو و پوند برای جرم (یا پوند-نیرو برای نیرو و اسلاگ برای جرم) دارای این مزیت هستند که وابسته به شرایط سطح زمین نمی باشند. به ویژه آنکه، محاسبۀ F = ma روی ماه یا در عمق فضا برحسب پوندال، lb⋅ft/s2 یا lbf = slug⋅ft/s2 ما را از ثابت وابسته به شتاب گرانش روی زمین بی نیاز می کند.

## تبدیل‌ها
| ن ب و | نیوتون (یکای SI) | دین          | کیلوگرم-نیرو، کیلوپوند | پوند-نیرو           | پوندال              |
| --- | ---------------- | ------------ | ---------------------- | ------------------- | ------------------- |
| 1 N | ≡ 1 kg⋅m/s2      | = 105 dyn    | ≈ 0.10197 kp           | ≈ 0.22481 lbf       | ≈ 7.2330 pdl        |
| 1 dyn | = 10−5 N         | ≡ 1 g⋅cm/s2  | ≈ 1.0197 × 10−6 kp     | ≈ 2.2481 × 10−6 lbf | ≈ 7.2330 × 10−5 pdl |
| 1 kp | = 9.80665 N      | = 980665 dyn | ≡ gn ⋅ (1 kg)          | ≈ 2.2046 lbf        | ≈ 70.932 pdl        |
| 1 lbf | ≈ 4.448222 N     | ≈ 444822 dyn | ≈ 0.45359 kp           | ≡ gn ⋅ (1 پوند)     | ≈ 32.174 pdl        |
| 1 pdl | ≈ 0.138255 N     | ≈ 13825 dyn  | ≈ 0.014098 kp          | ≈ 0.031081 lbf      | ≡ 1 lb⋅پا/s2        |
| مقدار gn همانطورکه در تعریف رسمی کیلوگرم-نیرو به کار رفته است، در اینجا برای تمام یکاهای گرانشی به کار می رود. |                  |              |                        |                     |                     |